# 薩因堡
薩因堡（波斯語：‎，羅馬化：Ṣā’īn Qal‘eh）是伊朗的城市，位於該國西北部贊詹東南約63公里，由贊詹省負責管轄，距離首都德黑蘭205公里，海拔高度1,659米，市內有大學，2006年人口11,083。
1. ↑  .   [2022-08-10]. （原始内容存档于2018-07-08）.